# حفاظت غار
حفاظت غار (به انگلیسی: Cave conservation)، حفاظت و بازسازی غارها برای جلوگیری یا برای کمتر کردن اثر فعالیت‌های انسانی است.
برخی غارها دارای ویژگی‌های ظریفی هستند که می‌تواند با تغییر سطح نور، رطوبت، دما یا جریان هوا مختل شود. غارهایی که روشنایی کافی دارند آمادگی رشد جلبک‌ها در درون غار را دارند که ظاهر و بوم‌شناسی آن را تغییر می‌دهند. غارسنگ‌ها در نتیجه آب هم در سطوح غار و هم رطوبت هوای غار رشد می‌کنند. تغییر در این موارد به دلیل تعداد زیاد بازدیدکننده، تغییر در جریان هوای غار و تغییرات در هیدرولوژی توسعه غارشناسی را تغییر می‌دهد.